# Kuźnica Żelichowska
Kuźnica Żelichowska (prononciation : [kuʑˈnit͡sa ʐɛliˈxɔfska]) est un  village polonais de la gmina de Krzyż Wielkopolski dans le powiat de Czarnków-Trzcianka de la voïvodie de Grande-Pologne dans le centre-ouest de la Pologne.
Il se situe à environ 13 kilomètres au nord-est de Krzyż Wielkopolski (siège de la gmina), à 34 kilomètres à l'ouest de Czarnków (siège du powiat), et à 86 kilomètres au nord-ouest de Poznań (capitale de la Grande-Pologne).

## Histoire
De 1975 à 1998, le village faisait partie du territoire de la voïvodie de Piła.

Depuis 1999, Kuźnica Żelichowska est situé dans la voïvodie de Grande-Pologne.
Le 25 janvier 1945, dans le village de Kuźnica Żelichowska près de Krzyż Wielkopolski, une unité de la Waffen-SS a assassiné six généraux italiens (les généraux Carlo Spatocco, Giuseppe Andreoli, Emanuele Balbo Bertone, Ugo Ferrero, Alberto Trionfi, Alessandro Vaccaneo) qui refusaient de coopérer avec les Allemands. A l'été 1943. 650 000 soldats italiens ont refusé de se battre aux côtés des nazis. Plus de 300 000 d'entre eux ont été emprisonnés par les Allemands dans des camps en Pologne. On estime que la moitié d'entre eux sont morts. Les généraux assassinés sur Kuźnica Żelichowska sont commémorés par une plaque dans le cimetière des soldats italiens à Varsovie.